# Оксалат кальцію

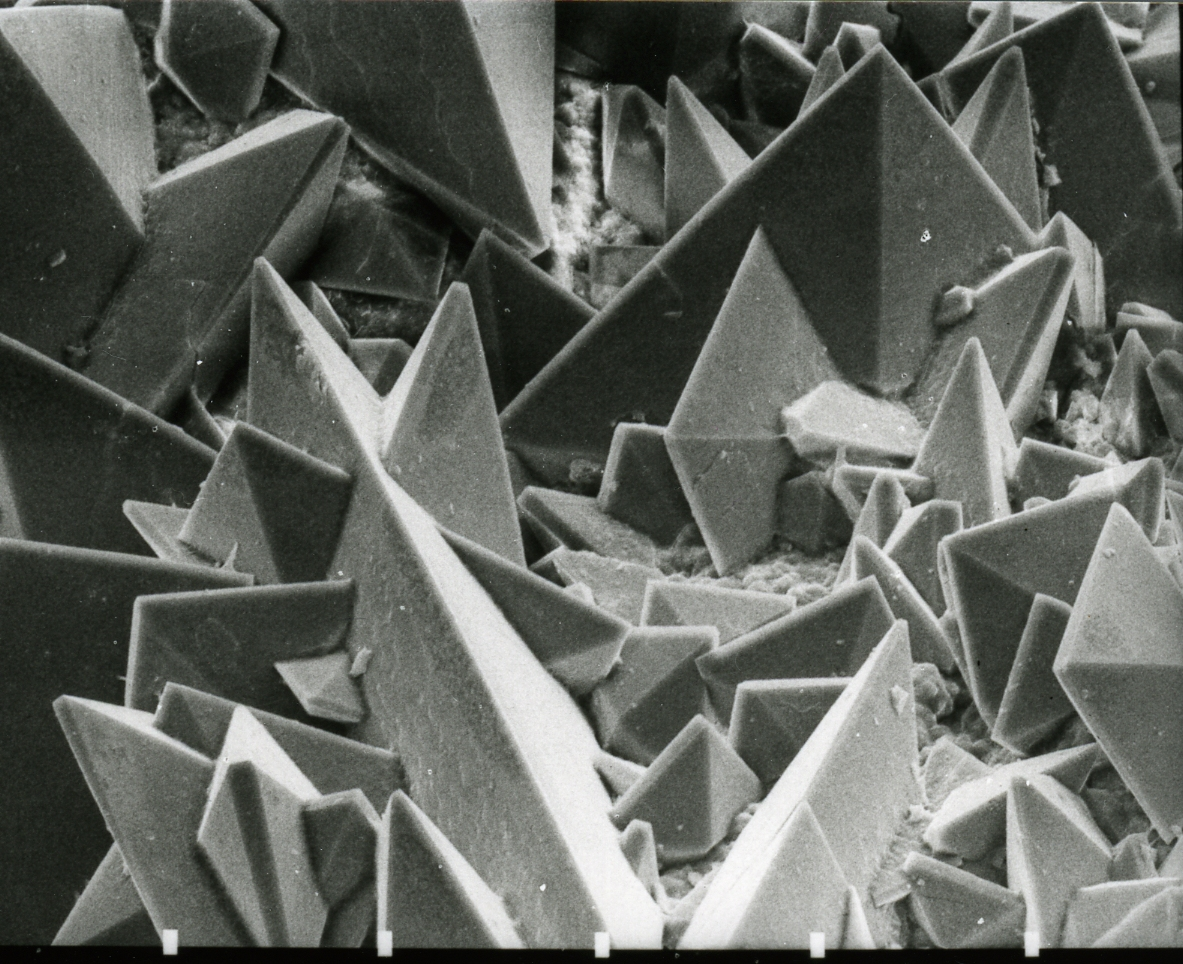
Електронна мікрофотографія поверхні каменю в нирці, на якій видно тетрагональні кристали уеделіту (дигідрату оксалату кальцію), що виходять із аморфної центральної частини каменю (горизонтальна довжина зображення становить 0,5 мм фігурного оригіналу)

Оксалат кальцію — кальцієва сіль щавлевої кислоти з хімічною формулою CaC2O4 або  Ca(COO)2. Утворює гідрати CaC2O4·nH2O, де n змінюється від 1 до 3. Безводні та всі гідратовані форми безбарвні або білі. Моногідрат CaC2O4·H2O зустрічається в природі як мінерал ювеліт, утворюючи кристали у формі оболонки, відомі в рослинах як рафіди. Двома більш рідкісними гідратами є дигідрат CaC2O4·2H2O, який зустрічається в природі як мінерал уеделіт, і також відомий тригідрат CaC2O4·3H2O, який зустрічається в природі як мінерал каоксит. Деякі продукти містять високу кількість оксалатів кальцію і можуть викликати виразки та оніміння при проковтуванні та навіть бути смертельними. Культурні групи, дієти яких значною мірою залежать від фруктів і овочів з високим вмістом оксалату кальцію, як, наприклад, у Мікронезії, знижують його рівень шляхом кип’ятіння та варіння. Вони входять до складу 76% каменів у нирках людини. Оксалат кальцію також міститься в пивному камені, накипу, який утворюється на контейнерах, які використовуються на пивоварнях.

## Утворення
Багато рослин накопичують оксалат кальцію, оскільки його було виявлено у більш ніж 1000 різних родів рослин. Накопичення оксалату кальцію пов’язане з детоксикацією кальцію (Ca2+) в рослині.  Під час розкладання оксалат кальцію окислюється бактеріями, грибками або лісовою пожежею з утворенням карбонату кальцію.
Отруйна рослина диффенбахія містить цю речовину у вигляді довгих голок як захисний механізм. При проковтуванні можуть виникати пухирі та набряк у роті. Механізм токсичної дії не вивчений до кінця, але вважається, що кристали оксалату кальцію не є визначальним чинником запалення, а діють спільно з іншими речовинами. Рослини роду Philodendron містять достатню кількість оксалату кальцію, тому вживання частин рослини може призвести до неприємних симптомів. Нерозчинні кристали оксалату кальцію знаходяться в стеблах, коренях і листі рослин і виробляються в ідіобластах.
Кристали оксалату кальцію зазвичай зустрічаються в лишайниках, де вони зустрічаються у двох мінеральних формах: уеделіт (CaC2O4 ·(2+x)H2O) і ювеліт (CaC2O4 ·H2O). Ці кристали можуть утворюватися як на поверхні лишайника у вигляді порошкоподібного покриття, яке називається pruina, так і у внутрішніх структурах талому лишайника. Тип і розподіл цих кристалів часто корелюють з умовами навколишнього середовища: уеделіт зазвичай утворюється в сухому середовищі та може служити джерелом води для лишайників, тоді як ювеліт частіше зустрічається у вологих середовищах існування. На додаток до регуляції води, кристали оксалату кальцію в лишайниках виконують кілька захисних функцій, включаючи захист від надмірного сонячного світла та потенційну допомогу в нейтралізації забруднюючих речовин, таких як діоксид сірки. Утворення цих кристалів пов’язане зі здатністю лишайників розчиняти кальцій із кам’янистих субстратів шляхом утворення щавлевої кислоти, причому кількість оксалату кальцію часто корелює з вмістом кальцію в субстраті, на якому росте лишайник.
Оксалат кальцію, як «пивний камінь», являє собою коричневий осад, який має тенденцію накопичуватися в чанах, бочках та інших ємностях, які використовуються для варіння пива. Якщо його не видалити під час очищення, пивний камінь залишить негігієнічну поверхню, на якій можуть міститися мікроорганізми. Пивний камінь складається з солей кальцію та магнію та різноманітних органічних сполук, що залишилися в процесі пивоваріння; це сприяє росту небажаних мікроорганізмів, які можуть негативно вплинути або навіть зіпсувати смак партії пива.
Кристали оксалату кальцію в сечі є найпоширенішою складовою каменів у нирках людини, а утворення кристалів оксалату кальцію також є одним із токсичних ефектів отруєння етиленгліколем .

## Хімічні властивості
Твердий гідрат оксалату кальцію було охарактеризовано методом рентгенівської кристалографії. Це координаційний полімер із плоскими оксалатними аніонами, пов’язаними з кальцієм, який також має водні ліганди.

## Медичне значення
Оксалат кальцію може спричинити виразки та оніміння при проковтуванні та навіть бути смертельним.

### Морфологія та діагностика
Моногідрат і дигідрат можна розрізнити за формою відповідних кристалів.
- Кристали дигідрату оксалату кальцію октаедричні. Велика частина кристалів в осаді сечі матиме таку морфологію, оскільки вони можуть рости за будь-якого рН і природно зустрічатися в нормальній сечі.
- Кристали моногідрату оксалату кальцію відрізняються за формою і можуть мати форму гантелей, веретена, овалу або паркану, останній з яких найчастіше спостерігається через отруєння етиленгліколем(інші мови) [18].

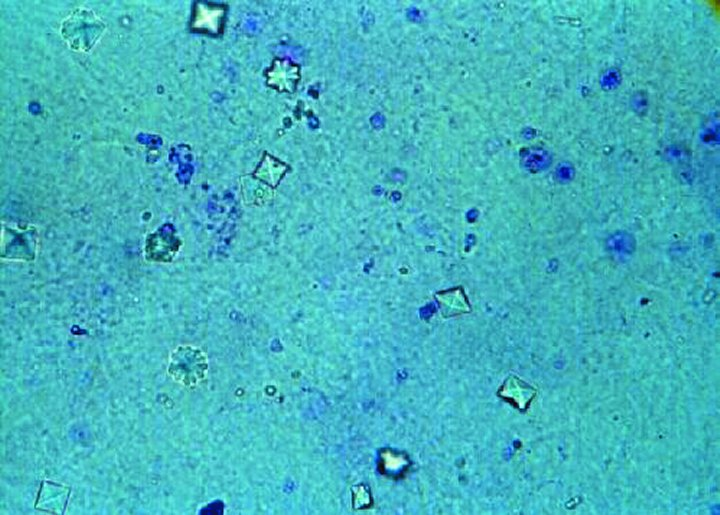
Мікроскопія сечі показує кристали оксалату кальцію в сечі. Добре видно октаедричну кристалічну морфологію.
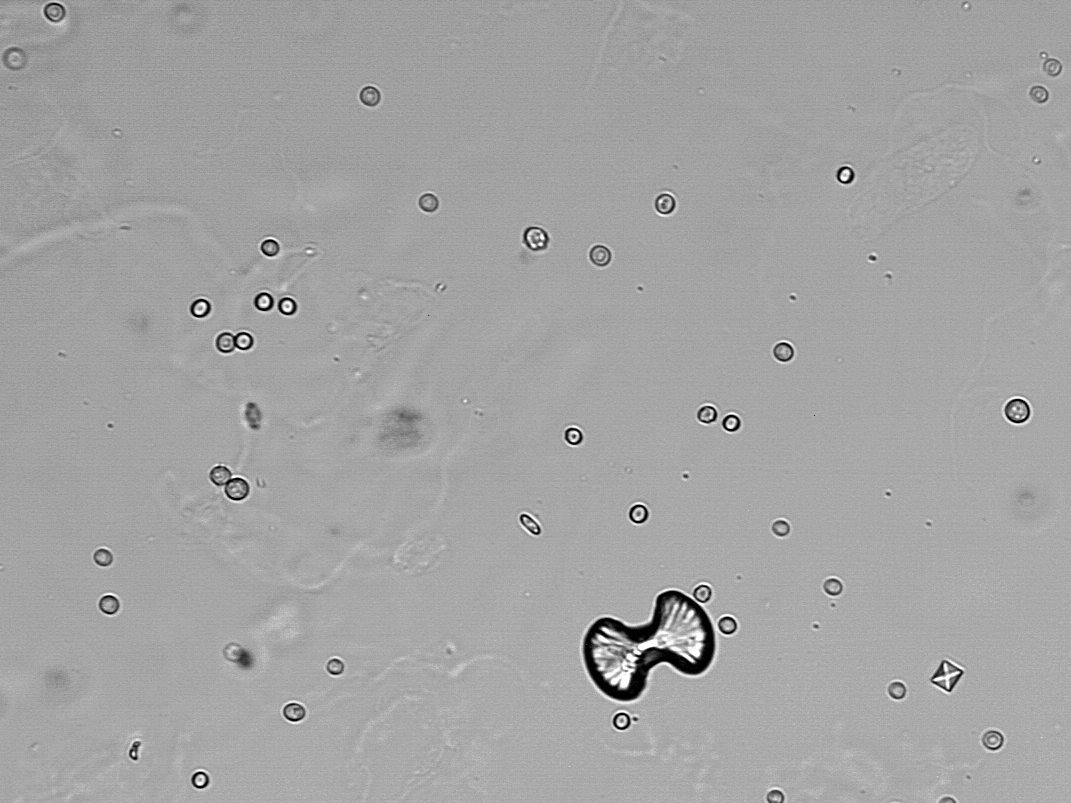
Мікроскопія сечі показує кристал моногідрату оксалату кальцію (у формі гантелі) і кристал дигідрату оксалату кальцію (у формі оболонки) разом із кількома еритроцитами.
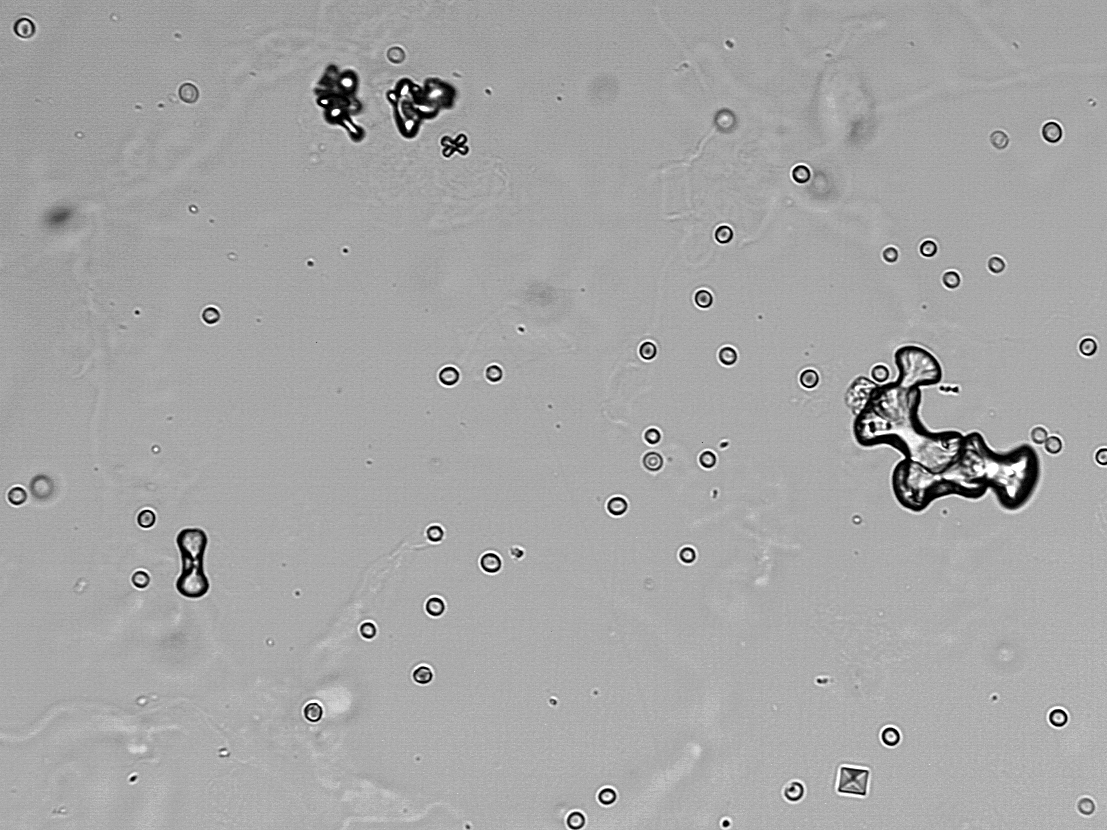
Під час мікроскопії сечі виявлено кілька кристалів моногідрату оксалату кальцію (у формі гантелі, деякі з них зліплені) і кристал дигідрату оксалату кальцію (у формі оболонки) разом із кількома еритроцитами.
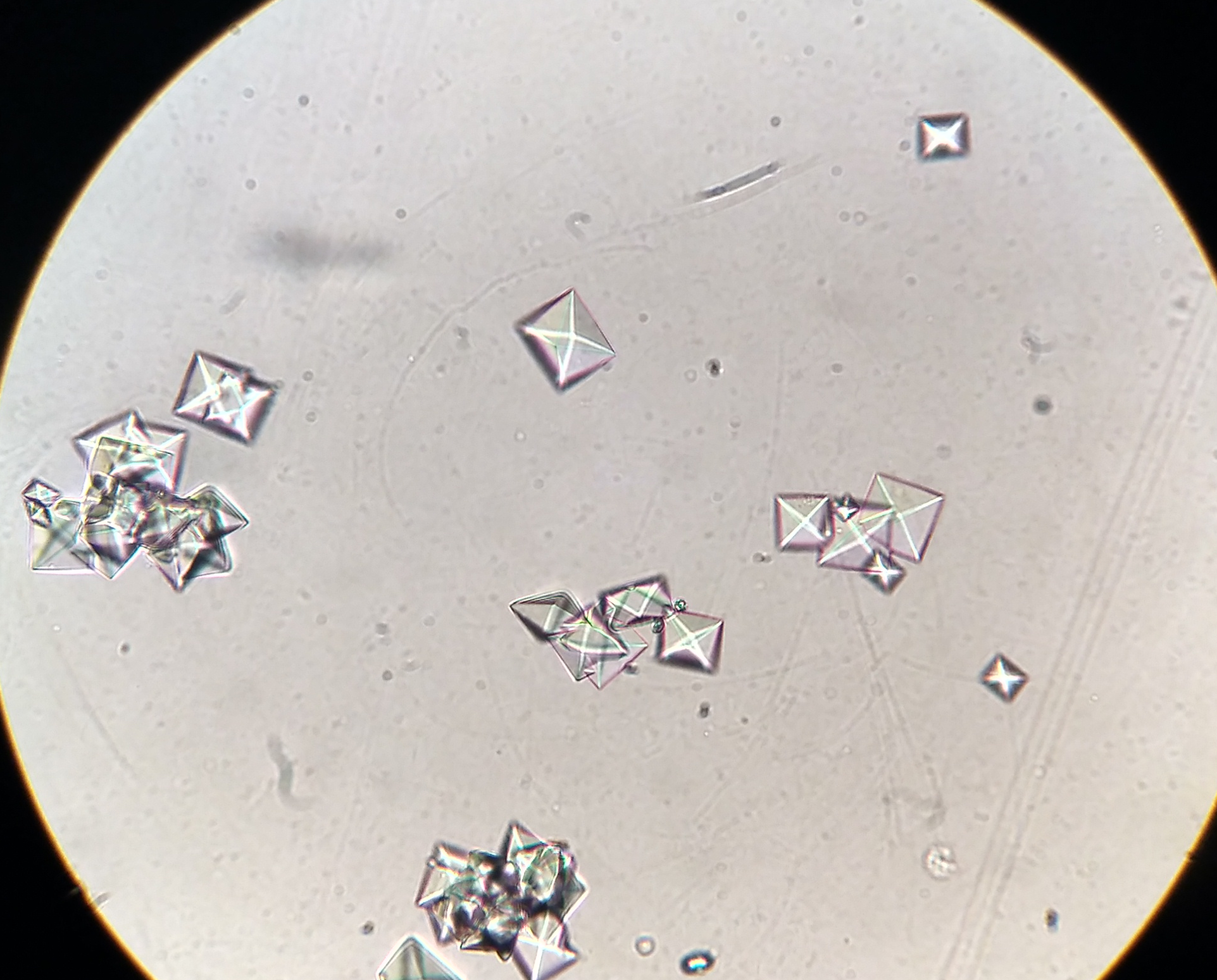
Сечовий осад з кількома кристалами оксалату кальцію. 40X
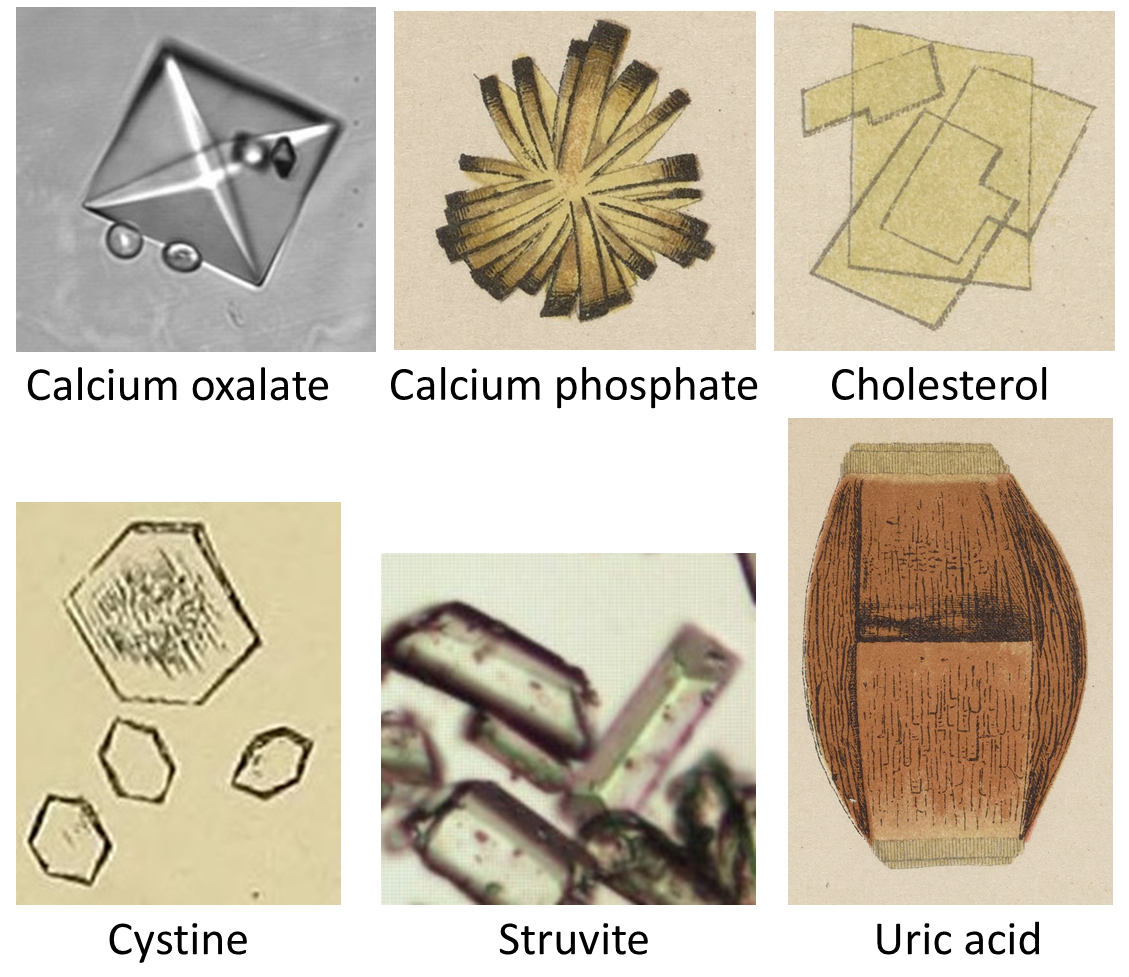
Порівняння різних типів сечових каменів.
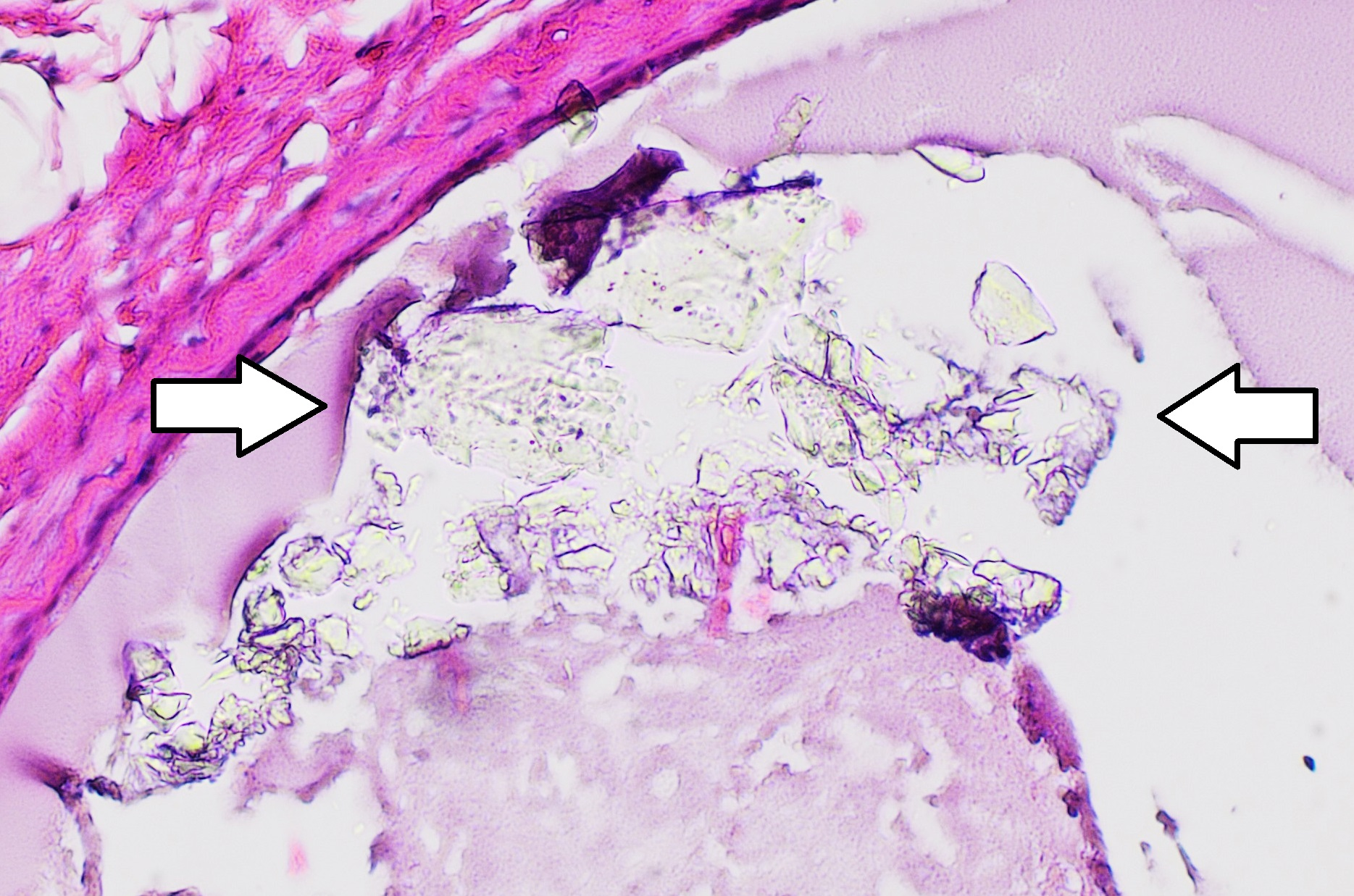
Гістопатологія кристалів оксалату кальцію в доброякісній кісті молочної залози, фарбування H&E. У молочній залозі їх можна побачити на мамографії та зазвичай є доброякісними, але можуть бути пов’язані з лобулярною карциномою in situ(інші мови) [19].

### Камені в нирках
Близько 76% каменів у нирках частково або повністю мають тип оксалату кальцію. Вони утворюються, коли сеча постійно насичується кальцієм і оксалатами. Від 1% до 15% людей у всьому світі колись страждають від каменів у нирках. У 2015 році вони спричинили близько 16 000 смертей у всьому світі.

## Промислове застосування
Оксалат кальцію використовується для виготовлення керамічної глазурі.